# U.S. Postmaster's Provisional

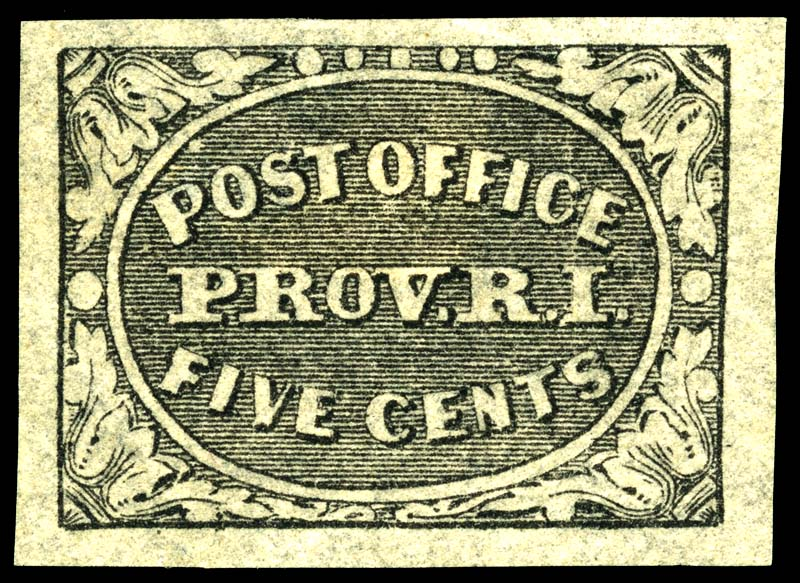
U.S. Postmaster's Provisional 5c Rhode Island 1846

U.S. Postmaster's Provisionals zijn voorlopers van Amerikaanse postzegels die in de periode 1845–1847 werden uitgegeven door Amerikaanse postmeesters. 
In 1845 had het Amerikaans Congres een wet aangenomen inzake uniforme posttarieven binnen de Verenigde Staten, maar pas in 1847 werd de productie van postzegels geautoriseerd. In de tussentijd werden door postmeesters "Provisionals" uitgegeven. Alle provisionals zijn zeldzaam, de meest kostbare exemplaren moeten meer dan $ 100.000,= opbrengen.
Alleen de provisionals van New York hadden een kwaliteit die vergelijkbaar is met de latere postzegels. De provisionals van Baltimore zijn opmerkelijk wegens de reproductue van de handtekening van de postmeester James Buchanan, de latere president van de Verenigde Staten.